# 基督君王教堂

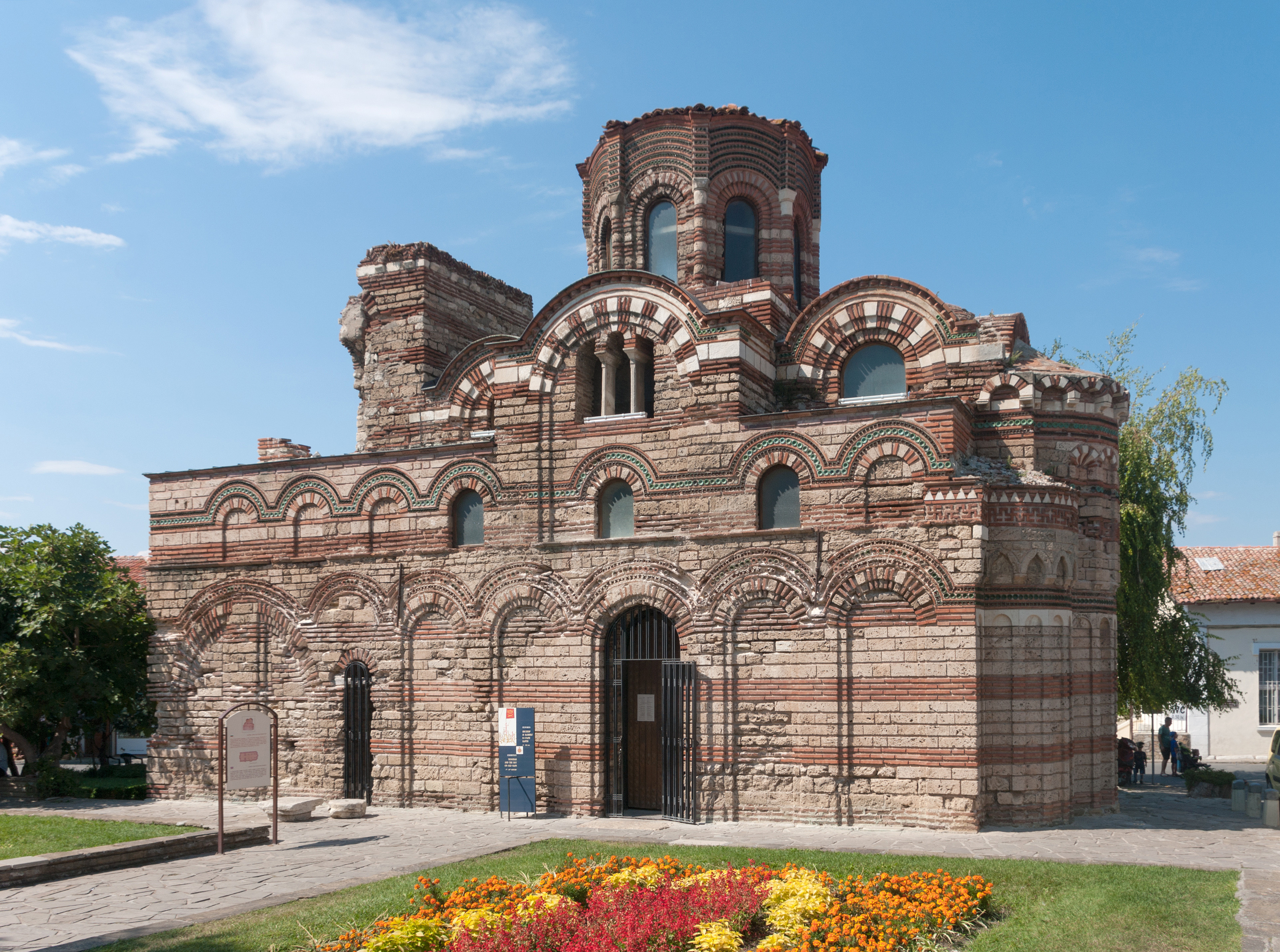
基督君王教堂

基督君王教堂是位於保加利亞城市內塞伯爾的一座中世紀東正教教堂。基督君王教堂被列入世界文化遺產，是保加利亞保存狀態最完好的中世紀教堂之一。